# موش‌مرغ پشت‌سفید
موش‌مرغ پشت‌سفید(نام علمی: Colius colius) نام یک گونه از سرده دم‌شش‌پره است.